# Carpeneto
Carpeneto (Carpnèj in piemontese) è un comune italiano di 862 abitanti della provincia di Alessandria, in Piemonte, situato nell'Alto Monferrato, su una dorsale spartiacque tra il torrente Orba e il fiume Bormida.
È uno dei comuni dell'Ovadese, area storico-culturale del Basso Piemonte e del Monferrato, che prende il nome dalla città di Ovada.

## Storia
È citato come Castrum Carpani in un documento del 999. 
I Saraceni, con le loro incursioni, si spinsero nelle vallate liguri-piemontesi e nell'anno 999 distrussero il convento di S. Donino, ubicato nell'attuale Tenuta Magnona. Gli abitanti che vivevano nei pressi del convento, dopo l'incursione, fuggirono e stabilirono il loro insediamento sull'altura vicina, più sicura e lontana dai passaggi dei predoni, l'attuale frazione Madonna della Villa. La citazione storica di questi eventi si trova in un documento in lingua latina in cui Anselmo di Monferrato autorizza la fondazione dell'abbazia di San Quintino di Spigno a seguito della distruzione dell'abbazia del Salvatore di Giusvalla operata dai Saraceni.[4]
Fu quindi feudo degli Aleramici, marchesi del Monferrato, nel cui possesso furono confermati dal Barbarossa nel 1164. Nel 1191 gli Angioini, alleati di Alessandria, tolsero Carpeneto al marchese di Monferrato che lo riacquistò solo in parte dopo la pace del 1203. Nel 1305, in seguito a matrimonio, il feudo passò sotto gli Spinola. All'inizio del 1600 erano tre le famiglie proprietarie: i Tortonesi, i  Roberti e i Soavi. Nel 1500 passò in feudo ai Tortonesi, nobili d'Alba e nel 1567 ai Roberti di Acqui e nel 1574 ai Soavi. Nel 1603 il castello fu acquistato da Vincenzo I Gonzaga, successore dei paleologhi, e subito venduto, per motivi politici ed economici, al genovese Giovan Giorgio Marini. Venne poi la volta dei duchi di Mantova che subito rivendettero al genovese Giovan Giorgio Marini. Nel 1618 venne acquistato dalla marchesa Maria Salvago moglie di Antonio Grillo, Duca di Mondragone. In epoca successiva all'eversione della feudalità, il solo castello fu del conte Giovanni Gerolamo Rolla (1825) e poi della famiglia Pallavicini (1841), parenti della nobile famiglia Soavi di Monticelli d’Ongina. I Soavi, un tempo noti come “Soave” (de Suavis), furono anch’essi conti e legati alle vicende storiche di questo territorio, lasciando un’impronta duratura nella storia del paese. Rappresentavano il feudo con il titolo di Consignori di Carpeneto, detenuto insieme ai Pallavicino.

### Simboli
Lo stemma e il gonfalone del comune di Carpeneto sono stati concessi con decreto del presidente della Repubblica del 30 aprile 1982.
Lo stemma raffigura su sfondo d'oro una torre quadrata, di azzurro, fondata su una collina di verde e circondata da un tralcio di vite fruttato di sei pezzi d'argento. Il gonfalone è un drappo di azzurro

## Società

### Evoluzione demografica
Abitanti censiti

## Cultura

### Eventi
Mercato ogni martedì sulla piazza della chiesa;
23 aprile Fiera di San Giorgio;
il secondo venerdì di agosto la "Notte Magica" dalle 20:30 alle…;
nella frazione di Madonna della Villa ogni anno intorno al 15 agosto si svolge la Sagra dello Struzzo.
L'ultima settimana di agosto "Festa del Borgo S. Alberto"

## Geografia antropica

### Borghi
Il paese è suddiviso in borghi che circondano il centro storico snodandosi fino al confine delle campagne:
- Borgo S. Bovo arrivando da Ovada;
- Borgo S. Alberto arrivando dal Comune di Roccagrimalda;
- Borgo S. Giorgio arrivando dalla frazione Cascina Vecchia;
- Borgo Garrone si presenta come un anello alle spalle dell'silo infantile intitolato ad Edoardo Garrone benefattore capostipite della famiglia genovese di petrolieri;
- Borgo S. Barbara si snoda ai piedi delle mura del Castello.

## Amministrazione
Di seguito è presentata una tabella relativa alle amministrazioni che si sono succedute in questo comune.
| Periodo        | Periodo        | Primo cittadino             | Partito                            | Carica  | Note  |
| -------------- | -------------- | --------------------------- | ---------------------------------- | ------- | ----- |
| 15 aprile 1987 | 25 maggio 1990 | Giorgio Ivaldi              | Democrazia Cristiana               | Sindaco | [ 7 ] |
| 25 maggio 1990 | 24 aprile 1995 | Giorgio Ivaldi              | Democrazia Cristiana               | Sindaco | [ 7 ] |
| 24 aprile 1995 | 14 giugno 1999 | Mauro Vassallo              | centro-sinistra                    | Sindaco | [ 7 ] |
| 14 giugno 1999 | 14 giugno 2004 | Mauro Vassallo              | lista civica                       | Sindaco | [ 7 ] |
| 14 giugno 2004 | 8 giugno 2009  | Carlo Massimiliano Olivieri | lista civica                       | Sindaco | [ 7 ] |
| 8 giugno 2009  | 25 maggio 2014 | Carlo Massimiliano Olivieri | lista civica                       | Sindaco | [ 7 ] |
| 25 maggio 2014 | 27 maggio 2019 | Carlo Massimiliano Olivieri | lista civica Insieme per Carpeneto | Sindaco | [ 7 ] |
| 27 maggio 2019 | 9 giugno 2024  | Gerardo Pisaturo            | lista civica Amici per Carpeneto   | Sindaco | [ 7 ] |
| 9 giugno 2024  | in carica      | Gerardo Pisaturo            | lista civica Amici per Carpeneto   | Sindaco | [ 7 ] |